# Equus
|  | Per a altres significats, vegeu «Equus (desambiguació)». |

Equus és un gènere de mamífers de la família dels èquids que conté els cavalls, els ases i les zebres. És l'únic gènere vivent de la família dels èquids (les altres espècies s'han extingit). El gènere també inclou algunes espècies desaparegudes que només són conegudes a partir dels fòssils que se n'han trobat. Les espècies d'Equus són mamífers de mida mitjana-gran, amb el cap i el coll grossos i amb crinera. Tenen potes primes dotades de peülles i una cua esvelta i llarga, coberta de pèl. Estan adaptats a terrenys com ara sabanes, estepes i deserts.